# Sekundarschule Am Stoppenberg
Die Bischöfliche Sekundarschule Am Stoppenberg (SAS) im Essener Stadtteil Stoppenberg ist eine Sekundarschule in Trägerschaft des Bistums Essen mit Sekundarstufe I im Ganztagsbetrieb. Errichtet wurden die Schulgebäude ab 1969.

## Geschichte
Die Realschule Am Stoppenberg wurde 1969 zunächst als Aufbaurealschule für Mädchen in Essen-Katernberg gegründet, die Hauptschule folgte im Jahr 1974. Zusammen mit dem 1966 eröffneten Gymnasium sollten die drei Schulen am selben Standort nach dem Wunsch des damaligen Essener Bischofs Kardinal Franz Hengsbach die Bildungschancen der Kinder von Arbeitern und Bergleuten im Essener Norden verbessern.
Die neue Sekundarschule setzt ebenso wie das benachbarte Gymnasium das Konzept der Tagesschulen Am Stoppenberg fort: Am Mittag essen Schüler und Lehrer zusammen und gestalten gemeinsam den Nachmittag. Vorteilhaft für viele Kinder ist das gemeinsame Lernen in der Sekundarschule bis zur sechsten Klasse, bevor der Unterricht je nach Vermögen und Neigung der Schüler in unterschiedlichen Lerngruppen fortgesetzt wird.

## Trivia
Im Jahr 1977 wurden im Schulzentrum Szenen der Essener Tatort-Folge Das Mädchen von gegenüber (u. a. mit Hansjörg Felmy und Jürgen Prochnow) gedreht.

## Lehrer (einschl. Vorgängerschulen)
- Peter Volmer (* 1958), Stabhochspringer und Sprinter

## Ehemalige Schüler (einschl. Vorgängerschulen)
- Leonard Lansink (* 1956), Schauspieler
- Reinhard Remfort (* 1982), Physiker, Wissenschaftskommunikator, Science-Slammer, Podcaster und Autor